# Feltiella spinosa
Feltiella spinosa är en tvåvingeart som först beskrevs av Ephraim Porter Felt 1911.  Feltiella spinosa ingår i släktet Feltiella och familjen gallmyggor. Inga underarter finns listade i Catalogue of Life.